# Valeria Novodvorská
Valeria Iljinična Novodvorská, rusky Вале́рия Ильи́нична Новодво́рская, (17. května 1950 Baranavičy, Běloruská SSR, Sovětský svaz – 12. července 2014 Moskva) byla ruská opoziční politička a disidentka běloruského původu. Byla zakladatelkou strany Demokratický svaz (Демократический Союз).

## Život

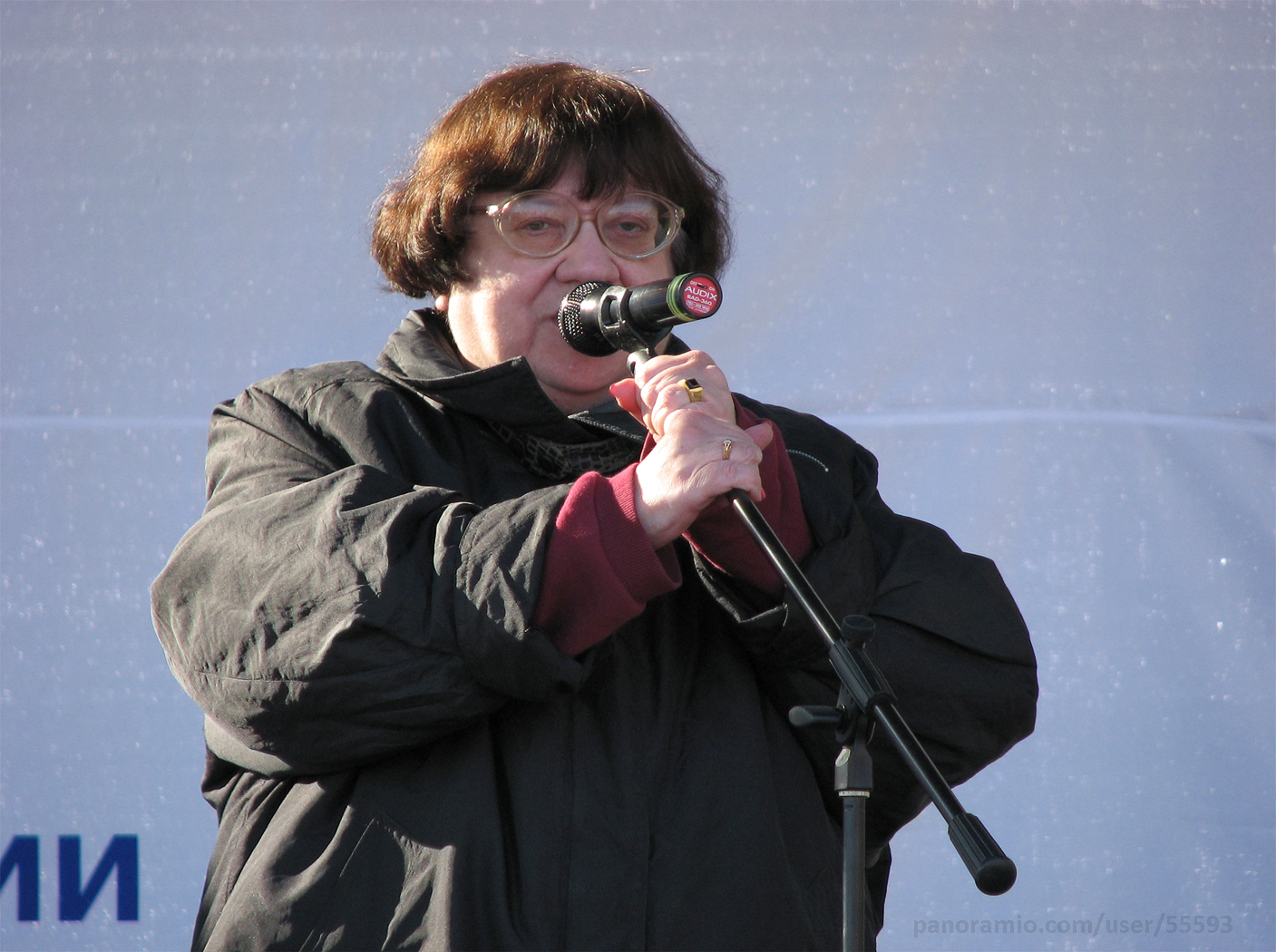
Valeria Novodvorská na demonstraci v Moskvě (2010)

Novodvorská byla dlouholetou disidentkou. Jako první se terčem její kritiky stala existence sovětských gulagů, později okupace Československa v roce 1968. Byla zatčena za šíření letáků, které odsuzovaly sovětskou invazi, později skončila v psychiatrické léčebně s diagnózou schizofrenie.
V roce 2010 mezi prvními podepsala otevřený dopis politické kampaně Putin musí odejít. V závěru svého života dávala ostře najevo svůj nesouhlas s ruskou anexí Krymu a odsuzovala kremelskou podporu proruských separatistů na východní Ukrajině.
Novodvorská se nikdy nevdala ani neměla děti. Nechtěla je vystavit situaci, v níž by trpěly důsledky jejího politického aktivismu. Uvedla:
| „                     | Matka v jednom lágru, otec v druhém. Co by si dítě v takové situaci počalo? To by byla naprostá nezodpovědnost! | “ |
| — Valeria Novodvorská | |   |